# Santuario della Madonna dei Martiri
Il santuario della Madonna dei Martiri è un complesso architettonico religioso di Fonni, in Sardegna. Situato in una vasta piazza circondata da cumbessias, è costituito dal convento dei frati minori Osservanti, dalla chiesa della Santissima Trinità con l'annessa basilica e un santuario sotterraneo, e dall'oratorio di San Michele arcangelo. Il Santuario, oltre a essere meta devozionale, specialmente in occasione delle feste annuali dedicate alla Vergine dei Martiri, è sede parrocchiale.

## Storia
L'area dove sorge l'attuale complesso, situata nel rione Logotza, fu donata ai francescani dal fonnese don Stefano Melis.
Padre Giorgio d'Acillara ne prese possesso il 16 aprile 1610 e intorno al 1633 si conclusero i lavori di costruzione del convento e della chiesa, intitolata alla Santissima Trinità. Nel 1702, per volontà del padre guardiano Pacifico Guiso Pirella, furono avviati i lavori di costruzione della basilica, dedicata a Sancta Maria ad Martyres, e del santuario sottostante, intitolato ai santi Efisio e Gregorio Magno, considerati gli evangelizzatori della Barbagia (mentre in realtà si interessò dei popoli barbaricini soltanto papa Gregorio I). Vi operarono maestranze lombarde, tra cui il capomastro Giuseppe Quallio e lo stuccatore Giovanni Battista Corbellini, mentre la decorazione pittorica di gusto vernacolare è opera di Pietro Antonio e Gregorio Are, artisti locali. Entro il 1759 fu completato l'oratorio di San Michele, a pianta centrale, ispirato a modelli lombardi e decorato da Gregorio Are. Dopo l'unità d'Italia, in seguito alle leggi eversive il convento ospitò la caserma, la pretura e il municipio, per essere riconsegnato ai frati nel 1960.

## Descrizione
La chiesa della Santissima Trinità presenta una facciata a capanna, affiancata dalla torre campanaria, e vi si accede tramite un portale archivoltato, sormontato dallo stemma gentilizio della famiglia Melis. Il sobrio interno, a navata unica voltata a botte, con tre cappelle per lato, contrasta con le decorazioni Rococò della basilica, il cui corpo si innesta alla chiesa all'altezza della seconda cappella destra (demolita al principio del XVIII secolo) e si sviluppa perpendicolarmente ad essa. Anche la basilica è mononavata, con icnografia vagamente cruciforme a motivo delle due cappelle semicircolari che si affacciano, una per lato, nello spazio antistante il presbiterio. Quest'ultimo, rialzato e chiuso da inferriata, è accessibile mediante le due scale curvilinee della balaustra; ospita l'altare maggiore dove, tra colonne tortili, si apre la nicchia contenente il simulacro della Madonna dei Martiri, sormontata da un baldacchino da cui scendono i lembi di un drappo, sostenuti da due putti. Secondo la tradizione, il simulacro fu realizzato a Roma alla fine del XVII secolo, con un impasto ottenuto dalle ossa dei martiri rinvenute nelle catacombe di Lucina. Gli altari laterali, gemelli, dedicati rispettivamente a san Salvatore da Horta e a santa Rosa da Viterbo, sono curvilinei come le cappelle che li ospitano, caratterizzati da colonne e fastigi curvilinei e ornati da acroteri, putti e festoni floreali.

## Galleria d'immagini

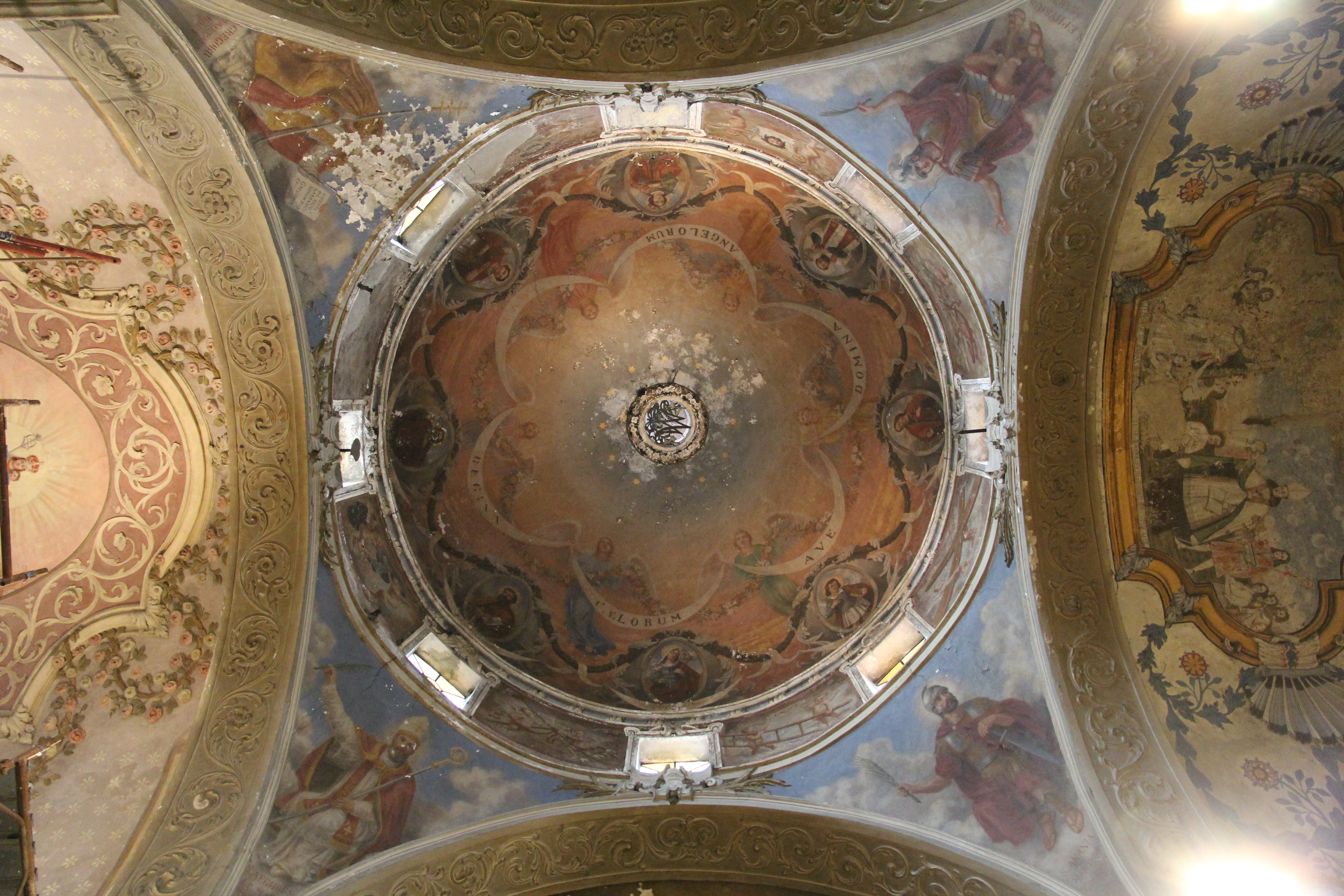
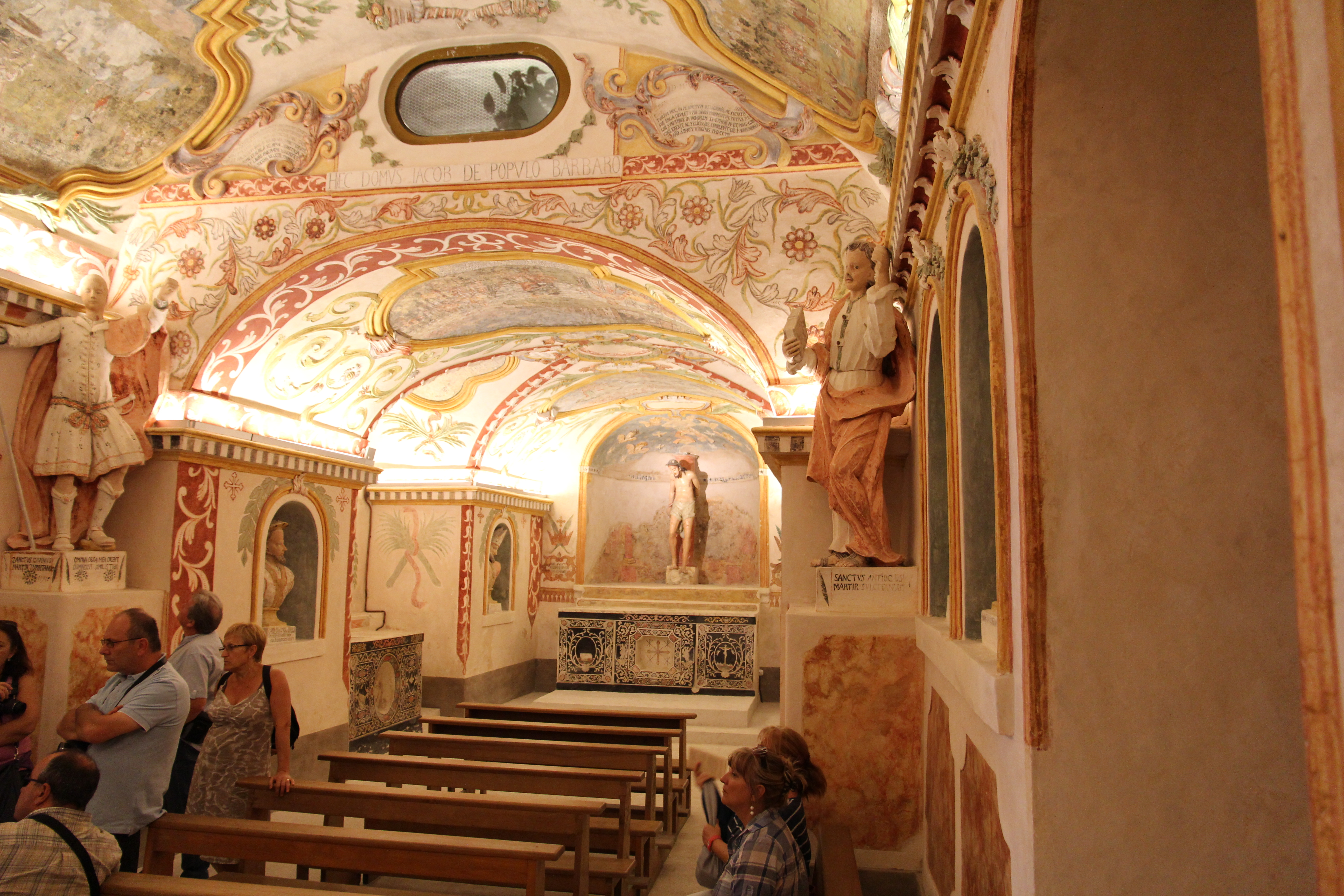
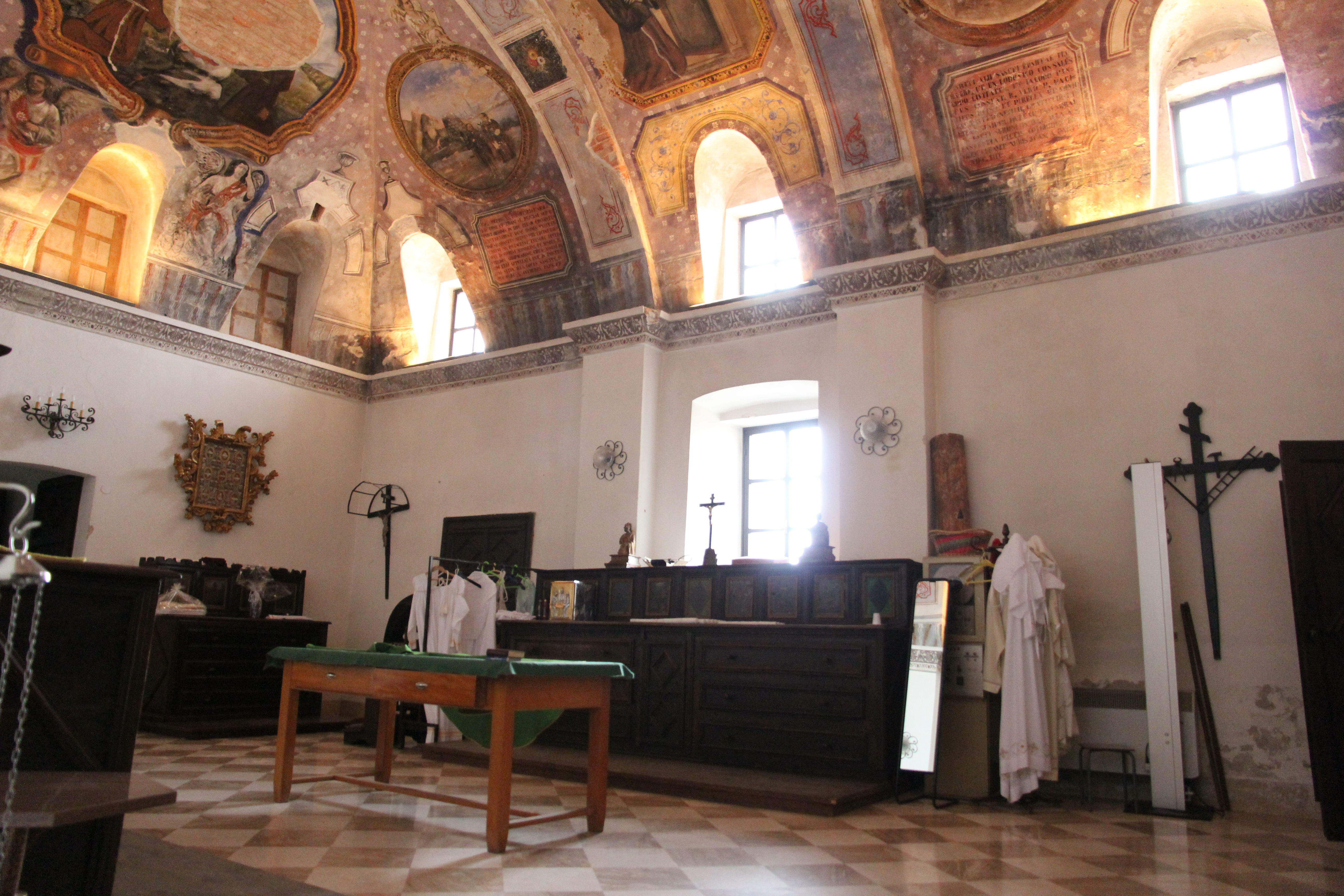
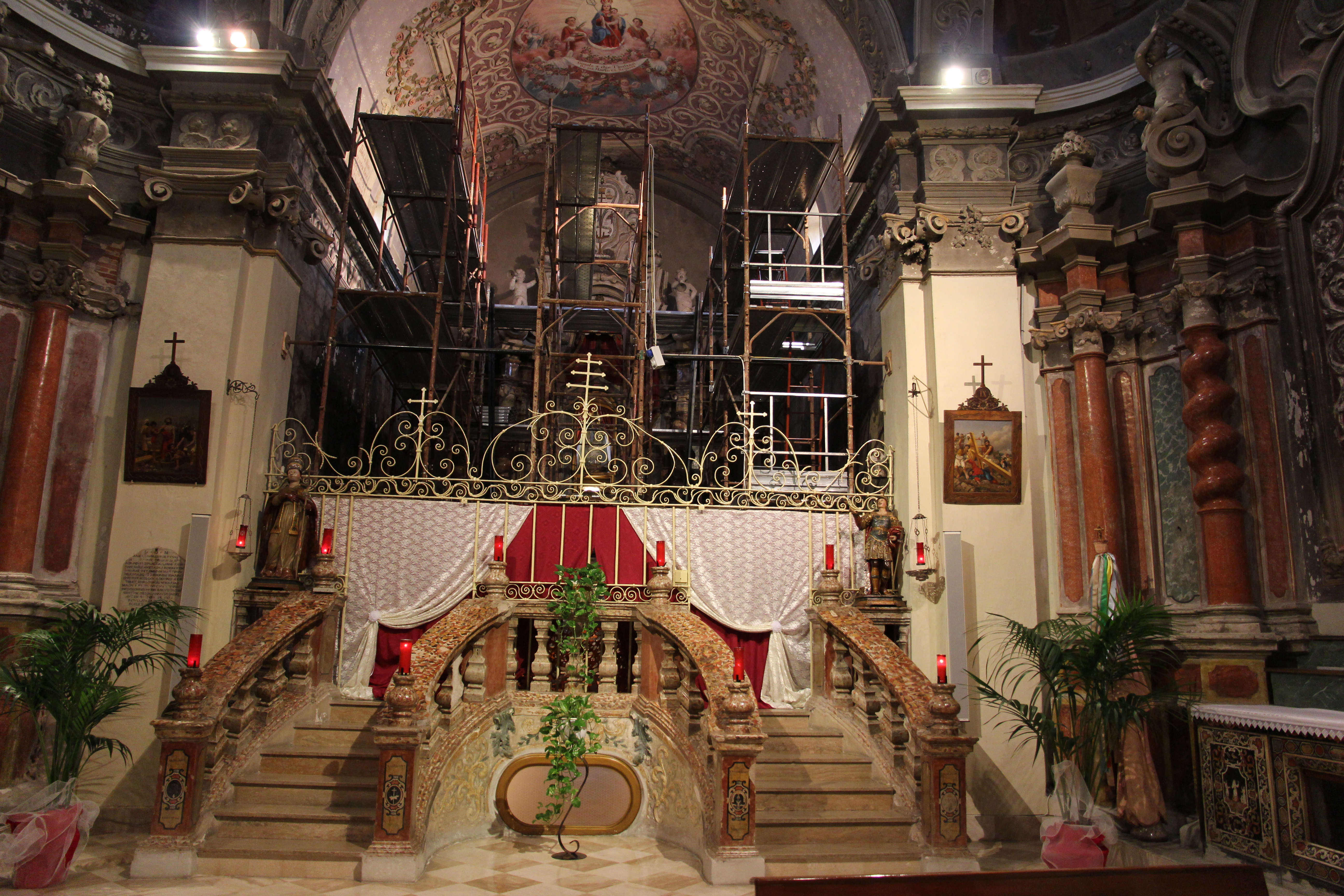